# Lukas Nielsen
Lukas Fredrik Christian Nielsen (Malmö, 1884. december 23. – Koppenhága, 1964. április 29.) olimpiai bronzérmes dán tornász.
Az 1908. évi nyári olimpiai játékokon indult tornában és a összetett csapatversenyben 4. lett.
Az 1912. évi nyári olimpiai játékokon is indult tornában és a szabadon választott gyakorlatok csapatversenyben bronzérmes lett.
Klubcsapata a KSG volt.